# Rezervat Srebrna
Prirodni rezervat Srebrna (bugarski: Природен резерват Сребърна) je rezervat prirode u sjeveroistočnoj bugarskoj pokrajini Južna Dobrudža (Dobrič), pored istoimenog sela, 2 km od Dunava i 18 km zapadno od grada Silistra.
Postoje tri legende o nastanku njegova imena: prva kaže da je jezeru ime dao kanu Srebristu koji je poginuo u nepravednoj bitci protiv Pečeneza kraj jezera; druga spominje brod prepun srebra koji je navodno potonuo u jezeru; a treća, najuvjerljivija, kaže da je jezero dobilo ime po srebrnastom odsjaju za vrijeme punog mjeseca.
Jezero Srebrna s okolicom se nalazi na migracijskom putu ptica selica između Europe i Afrike, Via Pontica. Rezervat je dom za 139 vrsta biljaka od kojih je 11 ugroženih vrsta, kao i 39 vrste sisara, 21 vrste reptila i amfibija, 10 vrsta riba, ali je najpoznatiji kao dom za 179 vrste ptica koje se gnijezde u ovom području kao što su: Dalmatinski pelikan, Grbavi labud, Sivonoga guska, Rđavi Lunj, Plavovrati slavuj, Čaplje i Vranci. 
Prirodni rezervat je osnovan još 1948., a Ramsarska konvencija je zaštitila ovo područje 1979., da bi postao UNESCO-ova svjetska baština 1983. godine. Rezervat je proširen 1992. i 2003. godine i danas se prostire na 6 km² zaštićenog područja oko jezera i 5.4 km² oko tog područja. Jezeru dubina varira od 1 do 3 m, a u blizini je izgrađen i muzej s kolekcijom prepariranih životinja koje žive na tom području.
- Jezero Srebrna
- Muzej Srebrna
- Dalmatinski pelikan u muzeju
- Proljeće 2010.
- Vegetacija uz jezero

## Vanjske poveznice
- Virtualni obilazak jezera Srebrna  Arhivirana inačica izvorne stranice od 27. rujna 2007. (Wayback Machine)
- Pelican Lake Environmental Project Centre  Arhivirana inačica izvorne stranice od 13. veljače 2020. (Wayback Machine)
- Život na Srebarna jezeru

### Ostali projekti
|  | Zajednički poslužitelj ima još gradiva o temi Rezervat Srebrna |